# Will Chase
Frank William Chase (Frankfort, 12 settembre 1970) è un attore e cantante statunitense.

## Biografia
Debutta a Broadway nel 1998 nel musical Rent come sostituto di Mark per poi interpretare Roger nel cast finale dello show nel 2008 e la sua performance è stata immortalata in Rent: Filmed Live on Broadway, la ripresa dell'ultima replica del musical a Broadway (la rappresentazione numero 5123). Ha recitato anche in altri musical, come Miss Saigon (Broadway, 2001), Assassins (Pegasus, 1993), Aida (Broadway, 2001), The Baker's Wife (New Jersey, 2005), Lennon (Broadway, 2005), Kiss of the Spider Woman (Arlington, 2008), Billy Elliot the musical (Broadway, 2009), Bells Are Ringing (New York, 2010), The Mystery of Edwin Drood (Broadway, 2012; candidato al Tony Award al miglior attore non protagonista in un musical), Nice Work if you can get it (Broadway, 2012) e Kiss Me, Kate (Broadway, 2019). In campo televisivo ha recitato nelle serie Terapia d'urto, Nashville e Smash.
Will Chase è stato sposato con Lori Chase dal 1998 al 2008 e la coppia ha avuto due figlie. Dopo il divorzio, nel 2009 si è risposato con l'attrice Stephanie Gibson, da cui ha divorziato nel 2012.

## Filmografia

### Cinema
- Shaft, regia di John Singleton (2000)
- Everyday People, regia di Jim McKay (2004)
- Butteflies of Bill Baker, regia di Sania Jhankar (2013)
- Dopo il matrimonio (After the Wedding), regia di Bart Freundlich (2019)

### Televisione
- Fling - serie TV, 1 episodio (2001)
- Sentieri (The Guiding Light) - serie TV, 1 episodio (2002)
- Squadra emergenza (Third Watch) - serie TV, episodio 4x08 (2002)
- Queens Supreme - serie TV, episodio 1x01 (2003)
- Conviction - serie TV, episodio 1x04 (2006)
- Così gira il mondo (As the World Turns) - serie TV, 2 episodi (2006)
- La valle dei pini (All My Children) - serie TV, 1 episodio (2006)
- Law & Order - I due volti della giustizia (Law & Order) - serie TV, 3 episodi (2003-2008)
- Canterbury's Law - serie TV, episodio 1x03 (2008)
- Rent (musical): Filmed Live on Broadway - film TV, regia di Michael John Warren (2008)
- 4 padri single (Four Single Fathers) - film TV, regia di Paolo Monico (2009)
- Cupid - serie TV, episodio 1x06 (2009)
- Law & Order: Criminal Intent - serie TV, 1 episodio (2009)
- Una vita da vivere (One Life to Live) - serie TV, 4 episodi (2009)
- Rescue Me - serie TV, 4 episodi (2009-2010)
- L'ultimo San Valentino (The Lost Valentine) - film TV, regia di Darnell Martin (2011)
- Royal Pains - serie TV, episodio 2x18 (2011)
- Pam Am - serie TV, episodio 1x01 (2011)
- Blue Bloods - serie TV, episodio 2x03 (2011)
- White Collar - serie TV, episodio 3x13 (2012)
- Unforgettable - serie TV, episodio 1x18 (2012)
- The Ordained - serie TV, 1 episodio (2013)
- Terapia d'urto (Necessary Roughness) - serie TV, episodio 2x13 (2013)
- It Could Be Worse - serie TV, episodio 1x06 (2013)
- Smash - serie TV, 10 episodi (2012-2013)
- The Good Wife - serie TV, 2 episodi (2013-2014)
- Nashville - serie TV, 57 episodi (2013-2017)
- For Real - film TV, regia di Jeremy Merrifield (2015)
- Time After Time - serie TV, 12 episodi (2017)
- Law & Order - Unità vittime speciali (Law & Order: Special Victims Unit) - serie TV, episodio 19x01 (2017)
- The Deuce - La via del porno (The Deuce) – serie TV, episodi 1x04-1x05 (2017)
- Stranger Things – serie TV, 3 episodi (2017-2019)
- American Crime Story – serie TV, 3 episodi (2018)
- Impulse – serie TV, 6 episodi (2018)
- Quantico – serie TV, episodi 3x06-3x09 (2018)
- Sharp Objects – miniserie TV, 6 puntate (2018)
- Madam Secretary – serie TV, 4 episodi (2018-2019)
- The Village – serie TV, 2 episodi (2019)
- FBI – serie TV, episodio 2x10 (2019)
- Girls5eva – serie TV, episodio 1x08 (2021)
- Dopesick - Dichiarazione di dipendenza (Dopesick) – serie TV, 8 episodi (2021)
- Bosch: l'eredità (Bosch: Legacy) – serie TV, 2 episodi (2022)
- The Crowded Room – serie TV, 10 episodi (2023)

## Doppiatori italiani
Nelle versioni in italiano delle opere in cui ha recitato, Will Chase è stato doppiato da:
- Francesco Bulckaen in Royal Pains, Sharp Objects
- Andrea Lavagnino in L'ultimo San Valentino, The Crowded Room
- Edoardo Nordio in Dopesick - Dichiarazione di dipendenza, Bosch: l'eredità
- Paolo Vivio in Law & Order - I due volti della giustizia (ep. 13x11)
- Alessandro Rigotti in Law & Order: Criminal Intent
- Paolo De Santis in Blue Bloods
- Roberto Certomà in White Collar
- Loris Loddi in Smash
- Luca Ward in Nashville
- Simone Mori in Law & Order - Unità vittime speciali
- Carlo Scipioni in Quantico
- Enrico Pallini in Dopo il matrimonio
- Edoardo Lomazzi in Girls5eva